# São Valentim (Santa Maria)
Pour les articles homonymes, voir São Valentim.
São Valentim est un quartier de la ville brésilienne de Santa Maria, Rio Grande do Sul. Le quartier est situé dans district de São Valentim.

## Villas
Le quartier possède les villas suivantes : Alto das Palmeiras, Área Militar, Capão do Piquenique, Colônia Conceição, Colônia Toniolo, Laranjeiras, Passo da Laranjeira, Passo do Sarandi, Picadinha, Rincão da Lagoa, Rincão dos Brasil, Rincão dos Flores, São Valentim, Vila São Valentim.

## Galerie de photos

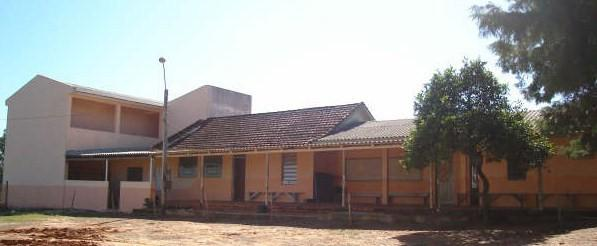